# Calendario C&T
Il calendario C&T (Common-Civil-Calendar-and-Time) è un calendario proposto da Richard Conn Henry, professore di astronomia alla Johns Hopkins University, come riforma del calendario gregoriano attualmente in vigore nella maggior parte dei paesi del mondo. Il calendario C&T prevede anni di 364 giorni invece di 365; 364 è divisibile per 7, e questo porta il vantaggio che ad ogni giorno dell'anno corrisponde sempre lo stesso giorno della settimana (per esempio il 1º gennaio è sempre domenica).
Per mantenere questo calendario allineato con la durata media dell'anno (365.2422 giorni) si utilizza un sistema simile a quello dell'anno bisestile; invece di un giorno si aggiunge però un'intera settimana. Questa "settimana bisestile" è chiamata Newton week ("settimana di Newton") e si aggiunge ogni 5 o 6 anni tra i mesi di giugno e luglio.
I mesi sono tutti da 30 o 31 giorni: in particolare, ogni tre mesi a partire dall'inizio dell'anno, due mesi hanno 30 giorni, e il terzo ne ha 31. Il primo mese inizia sempre di domenica, il secondo sempre di martedì, ed il terzo sempre di giovedì.
Questo semplifica enormemente il sistema, perché un unico calendario è sufficiente per tutti gli anni, e diventa molto più semplice saper calcolare dal giorno del mese il giorno della settimana.
Il calendario è stato ulteriormente rivisto da Steve Hanke, e da allora è noto anche come Hanke–Henry Permanent Calendar.
Non è usato in nessuno Stato.